# 朱利亚诺·朱利亚尼
朱利亚诺·朱利亚尼（義大利語：Giuliano Giuliani，1958年9月29日—1996年11月14日），意大利男子足球运动员，司职守门员。他曾入选1988年夏季奥林匹克运动会意大利男子足球队名单，但并未上场参赛。